# Liste der denkmalgeschützten Objekte in Jelšava
Die Liste der denkmalgeschützten Objekte in Jelšava enthält die 18 nach slowakischen Denkmalschutzvorschriften geschützten Objekte in der Gemeinde Jelšava im Okres Revúca.

## Denkmäler
| Foto |                 | Denkmal / č. ÚZPF                            | Standort / Konskr. Nr.                                 | Offizielle Beschreibung                    | Beschreibung                                  | Metadaten                                                             |
| ---- | --------------- | -------------------------------------------- | ------------------------------------------------------ | ------------------------------------------ | --------------------------------------------- | --------------------------------------------------------------------- |
|      | Datei hochladen | Grab und Grabstele(sk) ObjektID: 608-2407/0  | KG: Jelšava Konskr.Nr.:                                | Ferjencík S. - 1793-1855,meteorológ        | des S. Ferjencík, Meteorologe                 | č. NKP: 608-2407/0 Stand des NKP: 2012-02-08 Name: HROB S NÁHROBNÍKOM |
|      | Datei hochladen | Grab und Grabstele(sk) ObjektID: 608-11379/0 | 0 KG: Jelšava Konskr.Nr.:                              | Greiner Ludovít - 1796-1882,lesný hospodár | des Ludovít Greiner, Förster                  | č. NKP: 608-11379/0 Stand des NKP: 2012-02-08 Name: HROB S NÁHROBKOM  |
| BW   | Datei hochladen | Bürgerhaus(sk) ObjektID: 608-4139/0          | Mníšanská ul. 1 Standort KG: Jelšava Konskr.Nr.: 533   | radový                                     | Reihenhaus                                    | č. NKP: 608-4139/0 Stand des NKP: 2012-02-08 Name: DOM MEŠTIANSKY     |
| BW   | Datei hochladen | Bürgerhaus(sk) ObjektID: 608-4138/0          | Mníšanská ul. 37 Standort KG: Jelšava Konskr.Nr.: 515  | radový                                     | Reihenhaus                                    | č. NKP: 608-4138/0 Stand des NKP: 2012-02-08 Name: DOM MEŠTIANSKY     |
| BW   | Datei hochladen | Rathaus(sk) ObjektID: 608-506/0              | Republiky nám. 2 Standort KG: Jelšava Konskr.Nr.: 499  | 0                                          |                                               | č. NKP: 608-506/0 Stand des NKP: 2012-02-08 Name: RADNICA             |
| ja   | Datei hochladen | Bürgerhaus(sk) ObjektID: 608-4145/0          | Republiky nám. 4 Standort KG: Jelšava Konskr.Nr.: 61   | radový                                     | Reihenhaus                                    | č. NKP: 608-4145/0 Stand des NKP: 2012-02-08 Name: DOM MEŠTIANSKY     |
| BW   | Datei hochladen | Gasthaus(sk) ObjektID: 608-507/0             | Republiky nám. 5 Standort KG: Jelšava Konskr.Nr.: 496  | Skalka                                     |                                               | č. NKP: 608-507/0 Stand des NKP: 2012-02-08 Name: HOSTINEC            |
| ja   | Datei hochladen | Kirche(sk) ObjektID: 608-510/1               | Republiky nám. 8 Standort KG: Jelšava Konskr.Nr.:      | ev.a.v.                                    | evangelische Kirche                           | č. NKP: 608-510/1 Stand des NKP: 2012-02-08 Name: KOSTOL              |
| BW   | Datei hochladen | Schule(sk) ObjektID: 608-510/2               | Republiky nám. 8 Standort KG: Jelšava Konskr.Nr.: 489  | ev.a.v. - Bývalá ev.a.v.škola              | ehem. evangelische Schule                     | č. NKP: 608-510/2 Stand des NKP: 2012-02-08 Name: ŠKOLA               |
| ja   | Datei hochladen | Kirche(sk) ObjektID: 608-511/0               | Republiky nám. 16 Standort KG: Jelšava Konskr.Nr.: 55  | r.k.sv.Petra a Pavla                       | römisch-katholische Kirche St. Peter und Paul | č. NKP: 608-511/0 Stand des NKP: 2012-02-08 Name: KOSTOL              |
| BW   | Datei hochladen | Bürgerhaus(sk) ObjektID: 608-4144/0          | Republiky nám. 18 Standort KG: Jelšava Konskr.Nr.: 54  | radový - Dom kostolníka                    | Reihenhaus, Mesnerhaus                        | č. NKP: 608-4144/0 Stand des NKP: 2012-02-08 Name: DOM MEŠTIANSKY     |
| BW   | Datei hochladen | Pfarrhof(sk) ObjektID: 608-508/0             | Republiky nám. 20 Standort KG: Jelšava Konskr.Nr.: 53  | r.k.                                       | römisch-katholische Pfarrei                   | č. NKP: 608-508/0 Stand des NKP: 2012-02-08 Name: FARA                |
| BW   | Datei hochladen | Bürgerhaus(sk) ObjektID: 608-4136/0          | Republiky nám. 23 Standort KG: Jelšava Konskr.Nr.: 507 | radový - meštiansky dom s mur.bránou       | Reihenhaus, Stadthaus mit gemauertem Tor      | č. NKP: 608-4136/0 Stand des NKP: 2012-02-08 Name: DOM MEŠTIANSKY     |
| ja   | Datei hochladen | Bürgerhaus(sk) ObjektID: 608-4142/0          | Republiky nám. 24 Standort KG: Jelšava Konskr.Nr.: 52  | radový                                     | Reihenhaus                                    | č. NKP: 608-4142/0 Stand des NKP: 2012-02-08 Name: DOM MEŠTIANSKY     |
| ja   | Datei hochladen | Bürgerhaus(sk) ObjektID: 608-4137/0          | Republiky nám. 25 Standort KG: Jelšava Konskr.Nr.: 508 | radový                                     | Reihenhaus                                    | č. NKP: 608-4137/0 Stand des NKP: 2012-02-08 Name: DOM MEŠTIANSKY     |
| BW   | Datei hochladen | Bürgerhaus(sk) ObjektID: 608-4141/0          | Republiky nám. 26 Standort KG: Jelšava Konskr.Nr.: 51  | radový                                     | Reihenhaus                                    | č. NKP: 608-4141/0 Stand des NKP: 2012-02-08 Name: DOM MEŠTIANSKY     |
| ja   | Datei hochladen | Schloss(sk) ObjektID: 608-509/1              | Republiky nám. 28 Standort KG: Jelšava Konskr.Nr.: 1   | Kóburgovský kaštiel                        | Herrenhaus Coburg                             | č. NKP: 608-509/1 Stand des NKP: 2012-02-08 Name: KAŠTIEL             |
| BW   | Datei hochladen | Garten(sk) ObjektID: 608-509/2               | Republiky nám. Standort KG: Jelšava Konskr.Nr.:        | 0                                          |                                               | č. NKP: 608-509/2 Stand des NKP: 2012-02-08 Name: ZÁHRADA             |
| BW   | Datei hochladen | Bürgerhaus(sk) ObjektID: 608-4140/0          | Republiky nám. 34 Standort KG: Jelšava Konskr.Nr.: 652 | radový                                     | Reihenhaus                                    | č. NKP: 608-4140/0 Stand des NKP: 2012-02-08 Name: DOM MEŠTIANSKY     |

## Legende
Die Tabelle enthält im Einzelnen folgende Informationen:
| Foto:                    | Fotografie des Denkmals. |
| Denkmal / č. ÚZPF:       | Die Übersetzung der Bezeichnung des Denkmals, wie sie vom Slowakischen Denkmalamt (Pamiatkový úrad Slovenskej republiky) verwendet wird. Die Originalbezeichnung ist unter dem Fragezeichen angegeben. Fehlt die Übersetzung, so wird die Originalbezeichnung direkt angezeigt. Weiters ist die Objekt-Identifikationsnummer (Objekt ID) angeführt. Sie ist die offizielle, in der Slowakei eindeutige Nummer č. ÚZPF inklusive der zugehörigen Zählnummer, wie sie in den Daten des Denkmalamtes angegeben wird. Da diese nur innerhalb eines Landkreises gezählt wird, ist dessen Nummer der Denkmalnummer vorangestellt. |
| Standort:                | Wenn in der Liste vorhanden, ist die Adresse angegeben. In Klammern kann sich noch eine zusätzliche Adresse befinden, wenn es beispielsweise ein Eckhaus ist. Bei freistehenden Objekten ohne Adresse (zum Beispiel bei Bildstöcken) ist eine Adresse angegeben, die in der Nähe des Objekts liegt. Durch Aufruf des Links Standort wird die Lage des Denkmals in verschiedenen Kartenprojekten angezeigt. Darunter sind die Katastralgemeinde (KG) und, wenn vorhanden, die Konskriptionsnummer (Konskr. Nr.) angegeben.                                                                                                   |
| Offizielle Beschreibung: | Es ist die Kurzbeschreibung auf Slowakisch, wie sie in den offiziellen Listen angegeben ist, eingetragen. |
| Beschreibung:            | Kurze Angaben zum Denkmal auf Deutsch. |
| Metadaten:               | Zusätzlich werden, wenn in den persönlichen Einstellungen das Helferlein Dauerhaftes Einblenden von Metadaten aktiviert ist, ebensolche angezeigt. |

- Karte mit allen Koordinaten:
- OSM |
- WikiMap